# Miguel Suárez Arias
Miguel Suárez Arias (Toluca, Estado de México, 21 de octubre de 1909 - Ciudad de México, 26 de febrero de 1993) fue un actor mexicano.

## Filmografía

### Cine
- Por tu maldito amor (1990)
- Música de Viento (1989)... Sr. Robirosa
- Y tú.. quién eres? (1986)
- Al filo de la ley: Misión rescate (1984)... Procurador
- Acorralado (1983)
- Viva el chubasco (1978)
- Pobre clara (1975)... Sr. Alfaro
- Duro pero seguro (1974) ... Don Ruperto, el Tata
- Negro es un bello color (1973)
- Entre monjas anda el diablo... Obispo (1972)
- Nadie te querrá como yo (1972)
- Manuel Saldivar, el texano (1971)
- El sinvergüenza (1971)
- Una vez, un hombre... (1970)
- Tápame contigo (1969)
- Las impuras (1969)
- El amor y esas cosas (Segmento: "Un adulterio formal") (1969)
- Cuando los hijos se van... Don Francisco (1969)
- Muñecas peligrosas (1968)
- Un nuevo modo de amar (1968)
- Patrulla de valientes' (1967)
- Mujeres, mujeres, mujeres (Segmento: "El imponente")
- Viento negro... Funcionario (1965)
- Los cuervos están de luto (1965)
- Aventura al centro de la tierra... Psiquiatra (1964)
- El ciclón de Jalisco (1963)
- El norteño (1962)
- Pecado de juventud (1962)
- El tejedor de milagros (1962)
- El pecado de una madre (1961)
- Se alquila marido (1961)
- El Bronco Reynosa (1961)
- Los jóvenes... Amigo de Raúl
- El proceso de las señoritas Vivanco (1960)
- El dolor de pagar la renta... Don Próspero
- La cigüeña dijo sí (1960)
- Verano violento... El doctor
- El joven del carrito (1959)
- Mis padres se divorcian... Abogado de Diana
- Vagabundo y millonario (1959)
- La vida de Agustín Lara... Toledito
- Ama a tu prójimo (1958)
- Miércoles de Ceniza... Conspirador
- Refifí entre las mujeres (1958)
- La ciudad de los niños (1957)
- El gato sin botas (1957)
- El campeón ciclista (1957)
- Teatro del crimen (1957)
- Feliz año, amor mío (1956)
- La adúltera (1956)... Cura
- Viva la juventud! (1956)
- Cuidado con el amor (1954)

### TV
- 1991 Atrapada (TV) Don Fernando
- 1991 Al filo de la muerte (TV) Antonio
- 1990 La fuerza del amor (TV) Anselmo (1990)
- 1988 Chespirito (Los Caquitos) en dos capítulos (TV) Don Justo
- 1987 Tres generaciones (TV) Benigno
- 1987 La indomable (TV) Salsedo
- 1987 El rincón de los prodigios (TV) Padre Gonzalo
- 1986 Seducción (TV) Alberto
- 1981 Toda una vida (TV) Ramón (1981)
- 1981 Una limosna de amor (TV) Don Jorge
- 1980 Cancionera (TV) Abuelo
- 1978 Rosario de amor (TV) Simón
- 1977 La venganza (TV)
- 1975 Pobre Clara (TV) Alfaro
- 1974 Los miserables (TV)
- 1974 Ha llegado una intrusa (TV)
- 1973 Amarás a tu prójimo (TV)
- 1972 La señora joven (TV)
- 1971 Lucía Sombra (TV)
- 1970 Aventura (TV)
- 1969 De turno con la angustia (TV)
- 1969 Lo que no fue (TV)
- 1969 Rosario (TV)
- 1968 Los Caudillos (TV) Azcárate
- 1968 Tiempo de perdón (TV)
- 1968 Leyendas de México (TV)
- 1968 Pasión gitana (TV)
- 1968 Cárcel de mujeres (TV)
- 1967 Anita de Montemar (TV) Sr. Mercado
- 1967 Obsesión (TV)
- 1967 Rocambole (TV) (1965)
- 1963 Lo imperdonable (TV)
- 1962 La actriz (TV)
- 1959 Mi esposa se divorcia (TV)
- 1958 Senda prohibida (TV)
- 1958 Gutierritos (TV) ... Sr. Fernández-Yáñez